# Gustavo Gallón
Gustavo Adolfo Gallón Giraldo es un jurista colombiano, reconocido internacionalmente por su trabajo en la defensa de los derechos humanos. Desde diciembre de 2022 es el embajador de Colombia ante la Organización de las Naciones Unidas en Ginebra.

## Estudios
Gallón es abogado de la Universidad Externado de Colombia graduado en 1974, especializado en Ley Pública en la misma universidad en 1975. Obtuvo una maestría en Ciencia Política de la Universidad de París I en 1978 y realizó un doctorado en Sociología Política en la Escuela de Estudios Superiores en Ciencias Sociales de París entre los años 1978 y 1983.

## Trayectoria
En 1988 creó la ONG, Comisión Colombiana de Juristas. Gallón, liderando un equipo de trabajo que logró obtener importantes recursos de financiación de prestigiosas entidades internacionales como la Fundación Ford y la Unión Europea,para el funcionamiento de esta organización que se dedica a la Defensa de Derechos Humanos en Colombia y es pionera de esta actividad en el país.
De 1999 a 2002, fue representante especial de las Naciones Unidas de la comisión de derechos humanos para República de Guinea Ecuatorial. De 2013 a 2017 se desempeñó como Experto Independiente del Consejo de Derechos Humanos sobre la situación de derechos humanos en Haití. Ha sido parte de varias comisiones en defensa de los derechos humanos a nivel nacional e internacional.
Gallón ha sido profesor de varias universidades, entre ellas, las universidades de los Andes, Javeriana, Externado y Nacional de Colombia y el Instituto Kellog de la Universidad de Notre Dame en Francia.

## Amenazas de muerte
En mayo de 2023, Salvatore Mancuso, exjefe paramilitar, aseguró ante la Jurisdicción Especial para la Paz (JEP), que el jefe de las AUC, Carlos Castaño Gil, había ordenado el asesinato de Gallón con complicidad de agentes del Estado y la Banda La Terraza; pero que la decisión fue reversada por el mismo Castaño debido a la masiva reacción pública de rechazo al asesinato cometido por la misma asociación criminal contra el periodista y humorista Jaime Garzón en agosto de 1999.

## Publicaciones
- Derechos humanos y conflicto armado en Colombia (en coautoría con Rodrigo Uprimny), 2007.[3]